# Saint-Macaire-du-Bois
Saint-Macaire-du-Bois ist eine französische Gemeinde mit 442 Einwohnern (Stand: 1. Januar 2022) im Département Maine-et-Loire in der Region Pays de la Loire. Die Gemeinde gehört zum Arrondissement Saumur und zum Kanton Doué-en-Anjou. Die Einwohner werden Saint-Macairois genannt.

## Lage
Saint-Macaire-du-Bois liegt etwa 23 Kilometer südwestlich von Saumur. Umgeben wird Saint-Macaire-du-Bois von den Nachbargemeinden Doué-en-Anjou im Norden, Le Puy-Notre-Dame im Osten, Loretz-d’Argenton mit Bouillé-Loretz im Süden sowie Lys-Haut-Layon im Westen.

## Bevölkerungsentwicklung
| Jahr                       | 1962 | 1968 | 1975 | 1982 | 1990 | 1999 | 2006 | 2018 |
| Einwohner                  | 485  | 471  | 403  | 367  | 360  | 388  | 417  | 453  |
| Quellen: Cassini und INSEE |      |      |      |      |      |      |      |      |

## Sehenswürdigkeiten

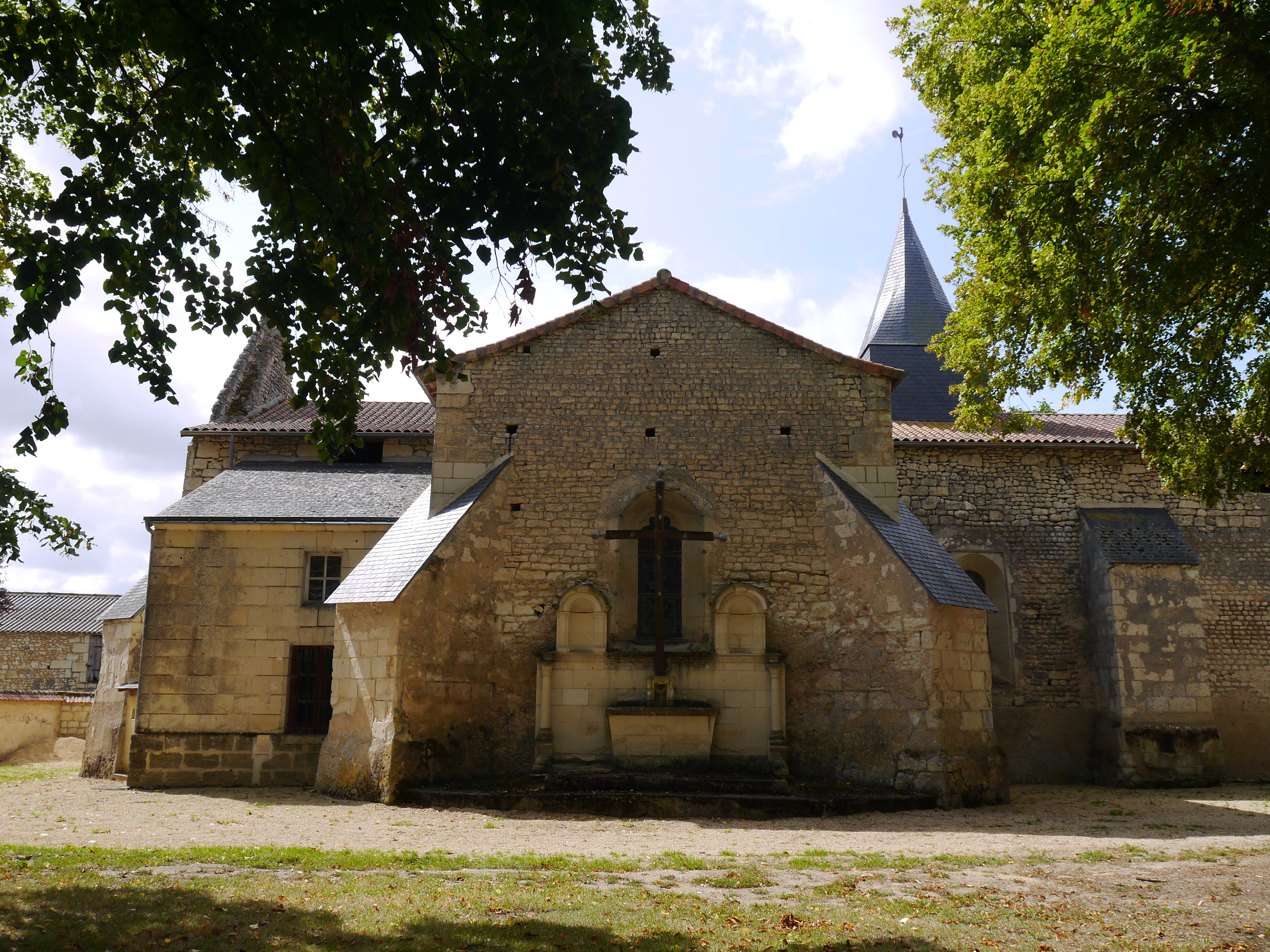
Kirche Saint-Macaire

- Kirche Saint-Macaire

## Weinbau
Die Rebflächen im Ort gehören zum Weinbaugebiet Anjou.